# Screw (группа)
SCREW (с англ. — «Болт, также сленговое название наркотика») — японская метал-группа, основанная в 2006 году и ставшая одной из самых известных нео-визуал-кэй-групп. Группа известна разнообразным вокалом Бё, а также красочными выступлениями.

## История
Группа была образована в 2006 году в составе: Бё — вокал, Кадзуки — гитара, Юто — бас-гитара и Дзин — ударные. Нынешний ритм-гитарист Манабу тогда исполнял в группе роль приглашённого музыканта. Начав записываться на лейбле Speed Disc, более специализировавшемся на коте-группах, SCREW изначально придерживались более классического вижуал кэй образа. Впоследствии, после перехода на PC Company, группа стала придерживаться более современного образа, свойственному нео-вижуал кэю, представителями которого они являются на данный момент.
19 ноября 2008 года вышел сингл Gather Roses, который добавил популярности этой группе. Сами участники неоднократно признавались, что композиция Gather Roses занимает особое место в их карьере. Бё, вокалист SCREW, отметил, что в этой песне отражена эротичность в понимании SCREW.
2009 год стал удачным для группы во всех отношениях. 3 января 2009 года SCREW приняли участие в Peace&Smile Carnival, грандиозном мероприятии в честь 10-летия PS Company, состоявшемся в Nippon Budokan.
В апреле 2009 года они отлично отыграли концерт в Liquid Room, посвященный дню рождения группы. 16 сентября 2009 года вышел их долгожданный альбом X-RAYS. 1 октября 2009 года SCREW отправились в национальный тур.
Затем для SCREW наступила пора фестивалей. Выступив на финском «Tsukicon», крупнейшем рок-фестивале Северной Европы, они с удовольствием приняли участие в V-ROCK FESTIVAL, состоявшемся 24-25 октября 2009 года. 9 января 2010 года состоялся последний концерт SCREW с Yuto.
17 июня 2012 года группа выступила с концертом в России в рамках первого европейского тура “蠍-SASORI-“(Скорпион). Музыканты начали тур 30 мая в Лондоне, после чего отыграли в Испании, Франции, Венгрии, Германии, Австрии, Нидерландах, Швеции и Финляндии, и финальный концерт тура состоялся 17 июня в московском клубе MILK.
Так же в августе 2012 года было объявлено о дебюте группы SCREW в статусе major с синглом XANADU.
Осенью 2014 года группа объявила об уходе басиста Руи. Последним концертом с Руи в качестве басиста стало выступление в AiiA Theater Tokyo 28 декабря 2014. Сам музыкант комментирует свой уход таким образом: "закончу свою музыкальную деятельность совместно с SCREW 28 декабря. После этого я не буду создавать новую группу или выступать в качестве басиста с кем-то. Я не ухожу из-за ссоры или чего-то подобного. Я чувствую себя одиноким, но люди вокруг нас поддерживают и дали мне толчок, поэтому я решился попробовать осуществить то, что давно хотел. Я не уверен, должен ли сейчас это говорить, но я хочу следовать своей давней мечте - стать модельером." 
Весной 2016 года группа объявила о распаде. Последний концерт состоялся 1 ноября 2016 в TSUTAYA O-EAST. 

## Стиль

### Название
Согласно цитате вокалиста группы название означает следующие:
Мне не очень нравятся "прямолинейные" вещи, я предпочитаю то, над чем нужно поломать голову. SCREW переводится с английского как болт. Слушатели должны быть внимательными, они должны "ввинчиваться" в нашу музыку, а мы как группа хотим "вкрутиться" в сердца наших поклонников при помощи нашей музыки.

### Звучание
Одна из главных причин популярности группы — это разнообразие вокала Byo и его образ на сцене и выступлениях. Так он часто использует в технике вокала: нашёптывания, разнообразные манеры речи, смех и экстремальные приёмы вокала. Также он известен благодаря манере устраивать шоу на сцене из различных подручных средств. По его словам, его вдохновляют X Japan и в последнее время Slipknot и Radiohead. Byo часто задает направление и говорит, как он видит ту или иную песню. После этого участники уже приступают к написанию музыкальной композиции. В творчестве музыканты придерживаются принципа единства тяжести композиции и красоты мелодии и отображения этого в музыке и выступлениях. Участники группы хотят, чтобы слушатели сами могли выбирать, что видеть в каждой песне.

## Интересные факты
Группа связана с осярэ кэй группой V(NEU), поскольку Byo и Yuto раньше играли с основателями этой группы в одном коллективе (JOKER).

## Дискография

### DVD
- 0000-00-00 Maru Music’s Visual Kei DVD Magazine Vol 1
- 2009-04-15 PS COMPANY [10th Anniversary Concert Peace & Smile Carnival] DVD concert
- 2009-04-15 PS COMPANY [10th Anniversary Concert Peace & Smile Carnival] DVD concert
- 2009-04-15 Peace&Smile Carnival (Limited Edition) Peace&Smile Carnival (初回限定盤) DVD concert
- 2009-04-15 Peace&Smile Carnival (Regular Edition) Peace&Smile Carnival (通常盤) DVD concert
- 2009-09-16 X-RAYS (Limited Edition) X-RAYS (初回限定盤) CD album
- 2009-09-16 X-RAYS (Regular Edition) X-RAYS (通常盤) CD album

### Синглы
- 2006-05-24 Nejireta shiso ネジれた紫想 CD maxi-single
- 2006-06-21 Nejireta shiso (2nd Press) ネジれた紫想 (2ndプレス) CD maxi-single
- 2006-10-25 Sakuran SCREAM 錯乱SCREAM CD maxi-single
- 2006-11-22 HEARTLESS SCREEN CD maxi-single
- 2006-12-20 FINALE OF SCREW CD maxi-single
- 2008-02-27 RAGING BLOOD (TYPE S) CD + DVD maxi-single
- 2008-02-27 RAGING BLOOD (TYPE R) CD maxi-single
- 2008-02-27 RAGING BLOOD (TYPE W) CD maxi-single
- 2008-08-13 Wailing Wall CD + DVD maxi-single
- 2008-08-13 Wailing Wall CD maxi-single
- 2008-11-19 Gather Roses [Type A] CD + DVD maxi-single
- 2008-11-19 Gather Roses [Type B] CD maxi-single
- 2010-05-12 Cursed Hurricane [Ltd.A][Ltd.B][Std.] maxi-single
- 2010-06-09 ANCIENT RAIN [Ltd.A][Ltd.B][Std.] maxi-single
- 2011-03-23 DEEP SIX CD maxi-single
- 2011.09.21 BRAINSTORM CD + DVD maxi-single
- 2012.10.17 XANADU CD maxi-single
- 2013.02.06 Teardrop maxi-single
- 2013.11.06 CAVALCADE maxi-single
- 2014.04.23 FUGLY CD + DVD maxi-single
- 2015.04.22 Konsui CD + DVD maxi-single
- 2015.08.19 Kakusei CD + DVD maxi-single

### Альбомы
- 2006-07-12 Nanairo no reienka 七色ノ冷艶歌 CD mini-album
- 2006-09-08 SHOCK WAVE CD Edition 6 CD album
- 2006-10-10 Shock Edge 2006 CD album
- 2007-03-14 Fusion of the core (Limited Edition) Fusion of the core (初回版) CD + DVD album
- 2007-03-14 Fusion of the core (Regular Edition) Fusion of the core (通常版) CD album
- 2007-09-12 VENOM CD + DVD mini-album
- 2007-10-03 VIRUS CD + DVD mini-album
- 2009-04-08 RACIAL MIXTURE CD mini-album
- 2009-04-08 RACIAL MIXTURE CD + DVD mini-album
- 2009-09-16 X-RAYS [Ltd.][Std.] album
- 2010-11-17 DUALITY [Ltd.][Std.] album
- 2012-02-15 BIRAN CD Album
- 2013-07-10 SCREW CD Album
- 2014-08-20 PSYCHO MONSTERS CD Album
- 2016-03-30 BRILLIANT CD Сompilation

## Примечание
1. ↑  SCREW отвечают на вопросы и  рассказывают о новом сингле Gather Roses. Musicjapanplus (20 декабря 2008). Дата обращения: 30 января 2010. Архивировано из оригинала 3 апреля 2012 года.
2. ↑  Детальный концертный отчет Peace&Smile Carnival на арене Nippon Budokan. Musicjapanplus (3 февраля 2009). Дата обращения: 30 января 2010. Архивировано из оригинала 25 февраля 2012 года.
3. ↑  [VRF × MJP] V-ROCK FESTIVAL СПЕЦИАЛЬНОЕ ИНТЕРВЬЮ со SCREW. Musicjapanplus (13 января 2010). Дата обращения: 30 января 2010. Архивировано из оригинала 3 апреля 2012 года.
4. ↑  Episode 148: SCREW "We Promise the Five of Us Will Become Even Cooler!". Musicjapanplus (13 января 2010). Дата обращения: 30 января 2010. Архивировано из оригинала 3 апреля 2012 года.
5. 1 2 3 4  Интервью с группой SCREW в рамках J-ROCK INVASION — статьи — JaME Россия. Дата обращения: 19 сентября 2009. Архивировано из оригинала 19 августа 2009 года.